# Celtheorie

Doorsnede van een prokaryotische cel

De celtheorie is het in de biologische wetenschap fundamentele idee, dat de cel de basiseenheid is van al het leven. Ieder organisme (levend wezen) is uit een of meer cellen opgebouwd. 
De celtheorie leidde tot belangrijke conclusies in de biologische wetenschap: groei is een proces van celgroei en van celvermeerdering, waarbij door celdeling steeds nieuwe cellen worden gevormd uit bestaande cellen. De cel speelt ook een essentiële rol bij de voortplanting. Nieuwe individuen komen altijd voort uit levende cellen door celdeling. Spontane generatie, de vorming van cellen uit dode materie, is niet mogelijk. Deze theorie uit 1839 is bekend geworden als de celtheorie van Schleiden en Schwann. 
De bevindingen van de celtheorie leidden uiteindelijk tot een principe in de biologie, dat voor het eerst in het Latijn in 1855 werd geformuleerd door Rudolf Virchow: omnis cellula e cellula: elke cel komt voort uit een cel.
In die tijd konden cellen steeds beter bestudeerd worden door vorderingen op het gebied van de microscopie.

## De theorie
De celtheorie is een van de fundamenten van de biologie. De theorie houdt in dat nieuwe cellen worden gevormd uit reeds bestaande cellen, en dat een individuele cel een fundamentele eenheid is voor de structuur, het functioneren en de organisatie van alle organismen (levende wezens).
De celtheorie houdt het volgende in:
- alle levende wezens bestaan uit cellen.
- nieuwe cellen ontstaan door celdeling uit bestaande cellen.
- alle cellen hebben een vergelijkbaar bouwplan en een vergelijkbare biochemie, maar zijn niet identiek.
- binnen cellen vinden energieomzettingen plaats.
- cellen vormen de primaire bouwstenen voor de structuur en functie van de organismen en hebben, ieder voor zich, alle kenmerken van het leven.
- de activiteit van een organisme hangt af van de gezamenlijke activiteit van onafhankelijke cellen: een organisme vormt een complex systeem.

Deze theorie heeft tot dusver voor alle organismen standgehouden, ongeacht hoe groot, klein, complex of simpel het organisme is. Daar alle organismen bestaan uit een of meer cellen, kan bestudering van de cellen een hoop vertellen over al het leven.
Virussen bestaan niet uit cellen en kunnen zich niet zelfstandig vermeerderen. Virussen worden dan ook niet tot het leven gerekend. Hun erfelijk materiaal komt wel overeen met dat van organismen. Het is niet bekend op welke wijzen virussen evolutionair verwant zijn met de levende organismen.

## Geschiedenis

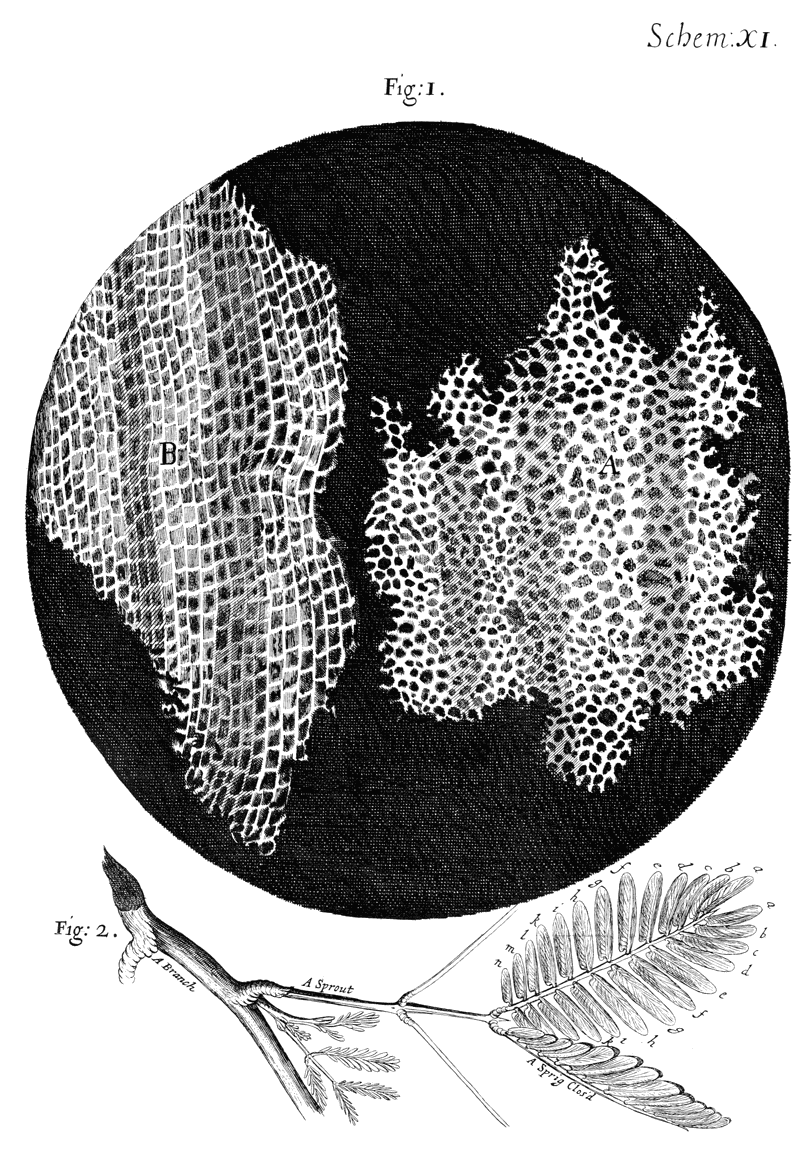
Structuur van kurk, gemaakt door Robert Hooke

Individuele cellen werden voor het eerst waargenomen door Robert Hooke in 1665. Hij bekeek een zeer dun laagje kurk onder een microscoop, en zag een structuur die hij omschreef als een bijenraat. Vanwege deze gelijkenis met de bijenraat noemde hij de individuele hokjes cellen - een naam die ze vandaag de dag nog steeds dragen. Hooke wist echter nog niets van hun echte structuur of functie. Hookes omschrijving van deze cellen werd gepubliceerd in Micrographia. In zijn omschrijving werd nog niets vermeld over de organellen die in de meeste levende cellen terug te vinden zijn.
De eerste mens die levende cellen bestudeerde onder een microscoop was Antoni van Leeuwenhoek. In 1674 ontdekte hij de alg Spirogyra. Hij noemde de micro-organismen die hij zag "animalcules" of "dierkens" (kleine dieren). Leeuwenhoek zag mogelijk ook bacteriën. Zijn bevindingen, die later zouden worden verwerkt in de eerste versie van de celtheorie, stonden in contrast met het vitalisme, de theorie die tot dan toe opgeld deed in de biologie.
Het idee dat cellen onder te verdelen waren in individuele eenheden, kwam van Ludolph Christian Treviranus en Johann Jacob Paul Moldenhawer. Al deze bevindingen werden uiteindelijk door Henri Dutrochet samengebracht tot een fundamentele theorie over wat cellen zijn en wat hun functie is: de eerste versie van de celtheorie was een feit. Dutrochet stelde dat "de cel het fundamentele element van organisatie" is.
De ontwikkeling van de celtheorie in zijn huidige vorm wordt doorgaans toegeschreven aan Theodor Schwann en Matthias Jacob Schleiden, en later Rudolf Virchow. In 1839 kwamen Schwann en Schleiden met de theorie dat cellen de bouwstenen van al het leven zijn. Hun theorie leek daarmee al sterk op de huidige celtheorie, maar ging er nog van uit dat cellen spontaan konden ontstaan. In 1858 ontdekte Rudolf Virchow dat cellen ontstaan uit oudercellen. Daarmee werd de celtheorie voltooid.